# 罗斯托经济成长阶段论
罗斯托经济成长阶段论（英語：Rostow's stages of growth），又称罗斯托起飞模型，是一个常用的经济增长历史模型，由美国经济学家沃尔特·惠特曼·罗斯托于1960年提出。该模型假设经济增长有五个基本阶段，长度各不相同：
1. 传统社会
2. 为起飞创造前提条件
3. 起飞
4. 趋向成熟
5. 高额大众消费时代

罗斯托的模型是经济增长的結構主義模型之一，特别是与亚历山大·格申克龙提出的“落后”（backwardness）模型相比，不过这两种模型并不相互排斥。
罗斯托认为，经济起飞最初必须由少数几个经济部门牵头。这种理念和大卫·李嘉图的比较优势论有相似之处，它还并批评了马克思主义革命者对经济自力更生的推动，因为罗斯托模型追求推动一个或两个部门的“初始”发展，而非所有部门的平等发展。这成为社会进化论中现代化理论中的重要概念之一。

## 概述
除了他之前在《经济成长的阶段——非共产党宣言》（The Stages of Economic Growth: A Non-Communist Manifesto）中提出的五个阶段之外，罗斯托还讨论了高额大众消费之后的第六阶段，并在1971年将其称为“追求质量阶段”。以下为罗斯托模型中的六个成长阶段及其特征：
1. 传统社会（The traditional society） 
  - 特征为自给农业或狩獵採集；经济几乎完全是第一产业部门
  - 有限的技术
  - 生产过程出现了一些改进和提升，但是由于缺乏现代技术、缺乏阶级或个体的经济流动性、重视稳定而轻视变革，经济增长能力受到限制
  - 这通常是迈向增长的下一阶段前，社会群体开始出现的位置
  - 没有中央集权的国家或政治制度。
2. 为起飞创造前提条件（The preconditions for take-off） 
  - 对原材料的外部需求引发了经济变革
  - 发展更高产、商业化的农业，以及生产者本身不消费/大部分用于出口的经济作物。
  - 为扩大生产而进行的广泛的改造自然环境的投资（例如灌溉、运河、港口）
  - 技术的普及和既有技术的进步
  - 不断变化的社会结构，过去的社会平衡在此阶段不断变化
  - 个体的社会流动开始
  - 发展民族认同感和共同的经济利益
3. 起飞（The take-off ） 
  - 城镇化进程加快，工業化进程不断推进，技术突破不断出现
  - 第二产业（商品生产）部门扩大，经济中第二产业与第一产业的比率迅速向第二产业倾斜
  - 纺织和服装通常是首个“起飞”的行业，例如英国的第一次工业革命
  - 1960年代的农业（绿色）革命是起飞阶段的一个例子
4. 走向成熟（The drive to maturity） 
  - 产业基础多元化；多个行业扩展，新行业迅速扎根
  - 制造业从投资驱动的（资本货物）转向耐用消费品和国内消费
  - 交通基础设施发展迅速
  - 大规模投资社会基础设施（学校、大学、医院等）
5. 高额大众消费时代（The age of mass-consumption） 
  - 工业基础主导经济；第一产业在经济和社会中的比重大大降低
  - 广泛和标准化的高价值消费品消费（例如汽车）
  - 消费者通常拥有超出了所有基本需求的可支配收入，可以购买其他商品
  - 城市社会（从农村到城市的人口流动）
6. 超越消费（Beyond consumption） / 追求品質（The search for quality） 
  - 边际效用相对减少以及耐用消费品的时代
  - 人们认为自己生在一个经济安全和高消费的社会中
  - 在此阶段，人们怀疑是否存在进一步的消费者扩散，或新一代将为增长带来什么

罗斯托称，提出这些成长阶段旨在解决许多问题，他提出了自己发现的一些问题写道： 
 “传统的农业社会在什么动力下开始了其现代化进程？有规律的增长何时、如何成为了每个社会的固有特征？是什么力量推动了持续增长的进程并确定了其轮廓？每个阶段可以辨识出增长过程的哪些共同的社会和政治特征？是什么力量决定了发达地区和欠发达地区之间的关系；相对的增长顺序与战争爆发有什么关系？最后，复利将带我们去向何方？它会带我们进入共产主义吗；还是到富裕的郊区，用社会间接资本很好地实现完全；抑或到破坏；到月球；还是在哪里？”
 罗斯托认为，各个国家/地区会线性地经历每个阶段，并列出每个阶段的投资、消费和社会趋势方面可能发生的许多状况。并非所有状况都必定在其阶段发生，而且各个阶段和过渡期可能会因国家而异，甚至因地区而异。

## 理论框架
罗斯托的模型是自由主义经济学派的一部分，着重强调了现代自由貿易和亚当·斯密的理念的有效性。它与弗里德里希·李斯特的论点不同，后者认为依赖原材料出口的经济体可能会“陷入困境”，无法实现多元化；对此，罗斯托的模型指出，经济体可能需要依赖原材料出口，为起飞初期尚无较强竞争力的工业部门的发展提供资金。罗斯托模型并不反对约翰·梅纳德·凯恩斯关于政府控制国内发展的重要性方面的理论，这一点在一些激进的自由贸易倡导者中并未被普遍接受。罗斯托的基本假设是，国家希望实现现代化和增长，且社会认可经济增长的物质主义准则。

## 延伸阅读
- Rostow, W. W. . Cambridge University Press. 1960.
- Baran, P.; Hobsbawm, E. J. . Kyklos. 1961, 14 (2): 234–242. doi:10.1111/j.1467-6435.1961.tb02455.x.
- Hunt, Diana. . . New York: Harvester Wheatsheaf. 1989: 95–101  [2019-12-31]. ISBN 978-0-7450-0237-8. （原始内容存档于2016-11-14）.
- Meier, Gerald M. .  Fifth. New York: Oxford University Press. 1989: 69–72  [2019-12-31]. ISBN 978-0-19-505572-6. （原始内容存档于2016-11-14）.